# Pristiapogon exostigma
Pristiapogon exostigma is een straalvinnige vissensoort uit de familie van de kardinaalbaarzen (Apogonidae). De wetenschappelijke naam van de soort is voor het eerst geldig gepubliceerd in 1906 door Jordan & Starks als Amia exostigma.

## Synoniemen
- Amia exostigma Jordan & Starks, 1906
- Apogon exostigma (Jordan & Starks, 1906)